# Goyen (Fluss)
Der Goyen ist ein Küstenfluss in Frankreich, der im Département Finistère in der Region Bretagne verläuft. Er entspringt im Gemeindegebiet von Plonéis, entwässert generell in westlicher Richtung und mündet nach rund 32 Kilometern zwischen Audierne und Poulgoazec, Gemeinde Plouhinec in den Atlantischen Ozean. Ab Pont-Croix ist der Goyen bereits den Gezeiten ausgesetzt und bildet einen etwa fünf Kilometer langen Mündungstrichter.

## Orte am Fluss
- Plonéis
- Gourlizon
- Guiler-sur-Goyen
- Confort-Meilars
- Mahalon
- Pont-Croix
- Poulgoazec, Gemeinde Plouhinec
- Audierne

## Schifffahrt
Schiffe können den Mündungsabschnitt bei entsprechendem Wasserstand bis nach Pont-Croix befahren.